# Poběžovice (Plzeň)
Poběžovice (in tedesco Ronsperg) della Repubblica Ceca facente parte del distretto di Domažlice, nella regione di Plzeň.